# Jordan Rudess
Jordan Charles Rudess (* 4. November 1956 in New York) ist ein US-amerikanischer Keyboarder, Klaviervirtuose, Softwareentwickler und Mitglied der Progressive-Metal-Band Dream Theater.

## Leben
Nachdem das Talent von Jordan Rudess schon im Kindesalter entdeckt wurde, ging er mit neun Jahren an das renommierte Juilliard-Konservatorium, wo er zunächst in klassischem Klavier unterrichtet wurde. Mit 19 Jahren begann er, sich für Synthesizer zu interessieren und diese in seinen Kompositionen einzusetzen und entschied sich gegen den Rat seines Mentors für eine Karriere als Keyboarder statt als klassischer Pianist.
Nachdem Rudess 1994 sein erstes Solo-Album Listen veröffentlicht hatte und von den Lesern des Keyboard Magazine zum begabtesten neuen Talent gewählt worden war, bekam er Angebote von den Bands Dream Theater und The Dixie Dregs. Er entschied sich jedoch zunächst dafür, mit den Dixie Dregs zu spielen, da dieses befristete Engagement sein Familienleben am geringsten beeinflussen würde.
In der Zwischenzeit widmete er sich mehreren Soloprojekten, so dem Rudess/Morgenstein-Projekt, bei dem er zusammen mit dem Drummer der Dixie Dregs, Rod Morgenstein spielte und eine gleichnamige CD aufnahm. Der Ursprung dieses Projekts war ein misslungener Tour-Auftritt, bei dem den Dixie Dregs der Strom ausfiel. Lediglich Jordan Rudess, dessen Keyboard an eine USV angeschlossen war, und Rod Morgenstein konnten noch spielen, so dass die beiden beschlossen, gemeinsam zu jammen, bis der Strom wieder da war. Das Resultat war so überzeugend, dass die beiden beschlossen, die Sache zu wiederholen.
Unter anderem mit damaligen Mitgliedern von Dream Theater gründete Rudess 1997 das Projekt Liquid Tension Experiment, das bisher drei Studioalben veröffentlichte: Liquid Tension Experiment (1998), Liquid Tension Experiment 2 (1999) und LTE3 (2021). Die Mitglieder sind neben Rudess selbst John Petrucci (Gitarre, Dream Theater), Mike Portnoy (Schlagzeug, Dream Theater) und Tony Levin (Chapman Stick/Bass, unter anderem King Crimson, Peter Gabriel). Bei dieser Gelegenheit konnte Rudess überzeugt werden, ein festes Mitglied von Dream Theater zu werden. Er löste den damaligen Keyboarder Derek Sherinian ab und nahm mit Metropolis Pt. 2: Scenes from a Memory sein erstes Album mit Dream Theater auf. Seitdem ist er auf den Studioalben Six Degrees Of Inner Turbulence (2002), Train of Thought (2003), Octavarium (2005), Systematic Chaos (2007), Black Clouds & Silver Linings (2009), A Dramatic Turn of Events (2011), Dream Theater (2013), The Astonishing (2016), Distance over Time (2019) und A View from the Top of the World (2021) zu hören, außerdem auf den Live-CDs Live Scenes from New York, Live at Budokan, Score, Chaos in Motion und Breaking the Fourth Wall.

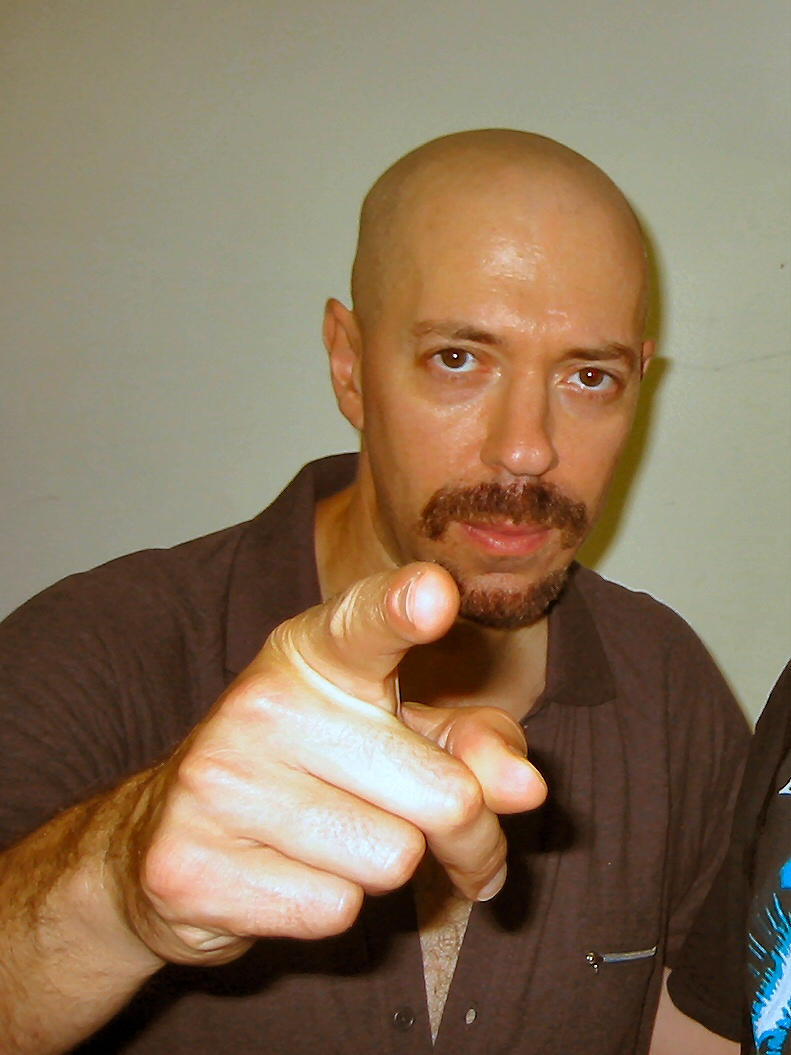
Jordan Rudess, 2004

Zusammen mit John Petrucci trat er am Helen Hayes Performing Arts Center auf. Von diesem Auftritt ist ein Mitschnitt unter dem Titel An Evening with John Petrucci & Jordan Rudess auf CD veröffentlicht worden.
Im Sommer und Herbst 2006 arbeitet er unter anderem an einer Wiederbelebung des Rudess/Morgenstein-Projects (geplant ist ein neues Album, dazu gibt es nun immer wieder Liveauftritte) und am neuen Album von Dream Theater. Kurz nach Prince’ Tod im April 2016 veröffentlichte Rudess eine Coverversion von dessen Hit Purple Rain.
Rudess verwendet bei seinen Kompositionen wie in den Alben Feeding the Wheel und Rhythm of Time meistens – neben den klassischen Parts in äolischem Moll – die Moll-Bluestonleiter bzw. die Moll-Pentatonik, sowie gelegentlich die Chromatische Tonleiter. Beispielsweise kombiniert er in Crack the meter (1. Stück des Albums Feeding the Wheel) die Moll-Bluestonleiter in e mit äolischem h-Moll oder die phrygische bzw. phrygisch-dominante Tonleiter in e mit der Moll-Bluestonleiter in b (Rhythm of time – time crunch).

## Technik
Ein Charakteristikum für Rudess bei Konzerten ist die Verwendung von speziell nach seinen Vorgaben angefertigten drehbaren und hydraulisch neigbaren Keyboard-Ständern für die Workstation. Dadurch hat er die Möglichkeit, flexibler mit den anderen Bandmitgliedern und dem Publikum zu interagieren.
- Korg Kronos
- Korg OASYS
- Korg Radias
- Haken Audio Continuum Fingerboard
- iPod touch mit JR Hexatone Pro / MorphWiz
- Apple iPad mit seinen Softwareinstrumenten
- Muse Research Receptor
- Kurzweil K2600X
- Kurzweil K2600R
- Kurzweil K2000VP
- Kurzweil PC2R
- Kurzweil PC3X
- Memotron (digitales Mellotron)
- Minimoog
- Moog Voyager
- Roland V-Synth
- Roland Fantom G
- Synthesizers.com Modular Synth
- Synthogy Ivory
- Zen Riffer Keytar

## Diskografie
| - Arrival (CD) (1988) - Listen (CD) (1993) - Secrets of the Muse (CD) (1997) - Resonance (CD) (1999) - Feeding the Wheel (CD) (2001) - 4NYC (CD) (2002) - Christmas Sky (CD) (2002) - Rhythm of Time (CD) (2004) - Prime Cuts (CD, compilation) (2006) - The Road Home (CD) (2007) - Notes On a Dream (CD) (2009) - All That Is Now (CD) (2013) - Explorations (CD) (2014) - The Unforgotten Path (CD) (2015) - Wired for Madness (CD) (2019) - Permission to Fly (CD) (2024) - Metropolis Pt. 2: Scenes from a Memory (CD) (1999) - Live Scenes from New York (DVD/3CD) (2001) - Six Degrees of Inner Turbulence (2CD) (2002) - Train of Thought (CD) (2003) - Live at Budokan (2DVD/3CD) (2004) - Octavarium (CD) (2005) - Score (2DVD/3CD) (2006) - Systematic Chaos (1CD bzw. 1DVD/1CD) (2007) - Chaos in Motion (2DVD bzw. 2DVD/3CD) (2007/2008) - Black Clouds & Silver Linings (1CD bzw. 3CD) (2009) - A Dramatic Turn of Events (1CD bzw. 1DVD/1CD) (2011) - Dream Theater (1CD bzw. 2CD bzw. Vinyl) (2013) - The Astonishing (2CD) (2016) - Distance over Time (CD) (2019) - Distant Memories - Live in London (2CD) (2020) - A View from the Top of the World (CD) (2021) - Parasomnia (CD) (2025) - Steinway to Heaven (CD) (1996) - Rudess/Morgenstein Project (CD) (1999) - An Evening with John Petrucci and Jordan Rudess (CD) (2001) - Rudess/Morgenstein Project – The Official Bootleg (CD) (2001) - Levin Minnemann Rudess – Levin Minnemann Rudess (CD) (2013) - Levin Minnemann Rudess – From the Law Offices of Levin Minnemann Rudess (CD) (2016) | - Liquid Tension Experiment (1998) - Liquid Tension Experiment 2 (1999) - Liquid Trio Experiment – Spontaneous Combustion (2007) - Liquid Tension Experiment 3 (2021) - Vinnie Moore – Time Odyssey (1988) - Nóirín Ní Riain – Celtic Soul (1996) - Rhonda Larson – Free as a bird (1999) - Various Artists – Encores, Legends & Paradox (1999) - Paul Winter and The Earth Band – Journey With The Sun (2000) - Scott McGill – Addition by Subtraction (2001) - Prefab Sprout – The Gunman and Other Stories (2001) - David Bowie – Heathen (2002) - Jupiter – Echo and Art (2003) - Daniel J – Losing Time (2005) - Neal Morse – ? (2005) - Ricky Garcia – Let Sleeping Dogs Lie (2008) - Steven Wilson – Insurgentes (2008) - Affector – Harmagedon (2012) - Ayreon – The Theory of Everything (2013) - Speedway Boulevard – Speedway Boulevard (CD) (1981) - Total Keyboard Wizardry – A Technique and Improvisation Workbook (Buch) - Keyboard Wizardry (VHS und DVD) - Keyboard Madness – Mastering Live Performance (DVD) - Dream Theater – Keyboard Experience (Buch) |